# Муниципальное образование Сошневское
Муниципальное образование Сошневское — упразднённое сельское поселение в составе Устюженского района Вологодской области.
Центр — деревня Соболево.
Образовано 1 января 2006 года в соответствии с Федеральным законом № 131 «Об общих принципах организации местного самоуправления в Российской Федерации».
В состав сельского поселения вошёл Сошневский сельсовет.
Законом Вологодской области от 1 июня 2015 года № 3665-ОЗ, были преобразованы, путём их объединения, муниципальные образования Моденское, Сошневское и посёлок имени Желябова — в сельское поселение Желябовское с административным центром в посёлке имени Желябова.

## География
Расположено на востоке района. Граничит:
- на севере с Моденским сельским поселением и сельским поселением Посёлок имени Желябова,
- на западе с Устюженским сельским поселением,
- на юге с Никифоровским сельским поселением,
- на востоке с Тверской областью.

По территории сельского поселения проходит автодорога Р84, протекает река Звана с притоками Чёрная, Тресна, Ивановский ручей; река Острожня с притоком Немица.

## Населённые пункты
В 1999 году был утверждён список населённых пунктов Вологодской области. С тех пор состав Сошневского сельсовета и сельского поселения не изменялся. В состав сельского поселения входило 18 деревень.
| Населённый пункт     | ОКАТО          | Рег. номер | Расстояние до районного центра, км | Расстояние до центра поселения, км | Индекс | Координаты                      |
| -------------------- | -------------- | ---------- | ---------------------------------- | ---------------------------------- | ------ | ------------------------------- |
| деревня Александрово | 19 250 844 002 | 6770       | 8                                  | 8                                  | 162800 | 58°46′44″ с. ш. 36°30′46″ в. д. |
| деревня Жуково       | 19 250 844 004 | 6771       | 17                                 | 12                                 | 162800 | 58°46′35″ с. ш. 36°43′37″ в. д. |
| деревня Зябликово    | 19 250 844 005 | 6772       | 15                                 | 10                                 | 162800 | 58°47′17″ с. ш. 36°42′35″ в. д. |
| деревня Кононово     | 19 250 844 006 | 6773       | 10                                 | 5                                  | 162800 | 58°48′13″ с. ш. 36°37′39″ в. д. |
| деревня Кресты       | 19 250 844 007 | 6774       | 32                                 | 26                                 | 162800 | 58°43′50″ с. ш. 36°41′03″ в. д. |
| деревня Кстово       | 19 250 844 008 | 6775       | 26                                 | 20                                 | 162800 | 58°43′49″ с. ш. 36°47′48″ в. д. |
| деревня Мыза-Тестово | 19 250 844 011 | 6776       | 6                                  | 1                                  | 162800 | 58°43′54″ с. ш. 36°33′58″ в. д. |
| деревня Остров       | 19 250 844 012 | 6777       | 39                                 | 33                                 | 162826 | 58°43′46″ с. ш. 36°34′34″ в. д. |
| деревня Раменье      | 19 250 844 022 | 6778       | 5                                  | 3                                  | 162826 | 58°48′52″ с. ш. 36°30′02″ в. д. |
| деревня Родишкино    | 19 250 844 013 | 6779       | 20                                 | 16                                 | 162800 | 58°45′46″ с. ш. 36°45′38″ в. д. |
| деревня Славынево    | 19 250 844 014 | 6780       | 25                                 | 18                                 | 162827 | 58°44′30″ с. ш. 36°48′19″ в. д. |
| деревня Соболево     | 19 250 844 001 | 6769       | 4                                  | 0                                  | 162826 | 58°49′38″ с. ш. 36°32′55″ в. д. |
| деревня Сошнево      | 19 250 844 015 | 6781       | 6                                  | 4                                  | 162800 | 58°47′55″ с. ш. 36°30′34″ в. д. |
| деревня Тимофеевское | 19 250 844 017 | 6782       | 7                                  | 1                                  | 162800 | 58°48′56″ с. ш. 36°32′55″ в. д. |
| деревня Торшеево     | 19 250 844 016 | 6783       | 5                                  | 5                                  | 162800 | 58°47′43″ с. ш. 36°29′31″ в. д. |
| деревня Черная       | 19 250 844 018 | 6784       | 35                                 | 29                                 | 162800 | 58°43′37″ с. ш. 36°38′38″ в. д. |
| деревня Шуботово     | 19 250 844 020 | 6785       | 8                                  | 8                                  | 162800 | 58°46′16″ с. ш. 36°30′11″ в. д. |
| деревня Ярцево       | 19 250 844 021 | 6786       | 30                                 | 23                                 | 162826 | 58°43′34″ с. ш. 36°45′01″ в. д. |